# Xavier Gravelaine

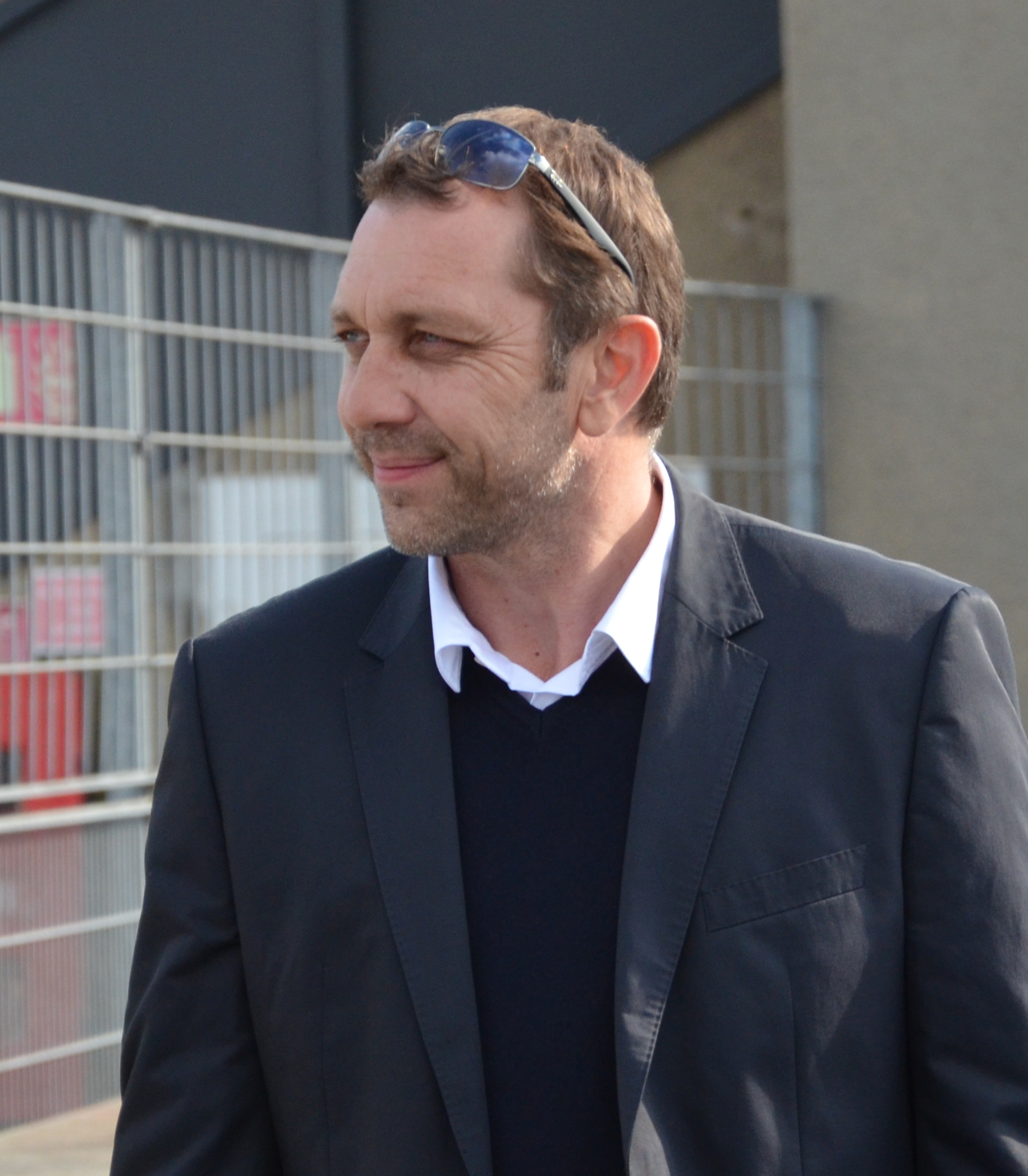
Xavier Gravelaine 2014

Xavier Gravelaine (* 5. Oktober 1968 in Tours) ist ein ehemaliger französischer Fußballspieler, dessen sportliche Biographie eine überdurchschnittlich hohe Zahl an Vereinswechseln aufweist.

## Die Vereinskarriere
Der hünenhafte Stürmer und Torjäger gehörte während seiner aktiven Zeit (1987–2004) zu den „tragischen Helden“ im Fußballgeschehen Frankreichs: Bis auf die erste Verpflichtung bei Caen, wo er so erfolgreich spielte – mit 20 Treffern wurde er 1992/93 zweitbester Torschütze der Division 1 –, dass ihm Paris Saint-Germain ein unwiderstehliches Angebot machte, hat er bei kaum einem seiner späteren Vereine Talent und Torinstinkt, die er zweifellos besaß, zur dauerhaften Entfaltung gebracht. Dies führte zu einer ganzen Serie von Vereinswechseln; dabei war er spätestens ab Mitte der 1990er Jahre stets so etwas wie „der richtige Mann am falschen Ort“.
In Paris wurde er bald nach seiner Verpflichtung von enttäuschten Hardcore-Fans in Verballhornung seines Namens als Bas-de-laine (am ehesten als „Stinksocke“ zu übersetzen) beschimpft, und PSG hat ihn während seines mehrjährigen Vertrags wiederholt loszuwerden versucht und an andere Clubs ausgeliehen.
Dabei hat Gravelaine auch bei einigen der klangvollsten Namen im französischen Vereinsfußball gespielt:
| - FC Nantes (bis 1988) - Pau FC (1988–1989) - AS Saint-Seurin (1989–1990) - Stade Lavallois (1990–1991) - SM Caen (1991–1993) - Paris Saint-Germain (1993–1994) - Racing Straßburg (1994–1995) - erneut: Paris Saint-Germain (Juli–November 1995) - EA Guingamp (1995–1996) - Olympique Marseille (1996–1998) | - erneut: Paris Saint-Germain (kurzzeitig 1998) - Montpellier HSC (1998) - erneut: Paris Saint-Germain (Dezember 1998–1999) - FC Watford, England (kurzzeitig 1999) - Le Havre AC (kurzzeitig 2000) - AS Monaco (2000–2001) - SM Caen (2001–2002) - AC Ajaccio (kurzzeitig bis Juli 2002) - FC Istres (Februar 2003–2004) - FC Sion, Schweiz (kurzzeitig 2004) |

Er wurde mit Paris Saint-Germain 1994 Französischer Fußballmeister und stand mit Strasbourg 1995 im Pokalfinale.

## Nach der aktiven Zeit
Nach Ende seiner Karriere versuchte Gravelaine sich als Trainer: der von ihm im Januar 2005 übernommene FC Istres stieg im Sommer desselben Jahres aus der höchsten Spielklasse ab; zwar wäre es mit dieser Mannschaft vermutlich auch routinierteren Fußballlehrern nicht besser ergangen – aber irgendwie passt auch diese Episode ins Bild des glücklosen Mannes.
Anschließend war Xavier Gravelaine als Co-Kommentator bei Fußballübertragungen im Fernsehen tätig. Im Juni 2007 ernannte ihn der Interimspräsident des Erstligaabsteigers FC Nantes zu seinem sportlichen Berater. Nachdem ein neuer Präsidentschaftskandidat vorgeschlagen wurde, endete diese Tätigkeit nach 47 Tagen. Von Juli 2008 bis Mai 2010 arbeitete er als Sportlicher Leiter bei En Avant Guingamp; in dieser Funktion war Gravelaine 2009 am Pokalsieg des Zweitligisten beteiligt.

## Der Nationalspieler
Xavier Gravelaine bestritt 1992 und 1993 vier Länderspiele (kein Torerfolg) in der Équipe Tricolore. Auch hier gilt: er kam ausgerechnet in der Zeit in die Mannschaft, als Frankreich sich für zwei aufeinanderfolgende Weltmeisterschaftsendrunden (1990 und 1994) nicht hatte qualifizieren können und auch bei der Europameisterschaft 1992 keine Bäume ausriss (Ausscheiden nach der Vorrunde).